# 联合晚报 (新加坡)
- 關於在台湾发行的綜合性中文晚報，請見「聯合晚報」。
- 關於新加坡報業控股出版的華文綜合性日報，請見「聯合早報」。
- 關於馬來西亞的中文報紙，請見「聯合日報」。

《联合晚报》由新加坡报业控股出版，是于1983年3月16日由《南洋商报》（新加坡）和《星洲日报》（新加坡）合并后创办的新加坡中文晚报。《联合晚报》于2021年12月24日正式并入《新明日报》，自此停刊。
《联合晚报》聚焦新加坡和当地娱乐新闻，很少有国际报道。因此，它曾与另一份新加坡报业控股出版的夜报《新明日报》呈竞争对手关系。《联合晚报》一般认为更像是以大报形式发表的小报，一些报道（主要来自港台小报或八卦杂志）的真实性有时备受质疑。

## 历史
1983年3月16日，《联合晚报》正式创刊。
2005年1月1日，《联合晚报》进行了重组改制。该报之后采用比当时的《新明日报》更严肃的报道方式，并试图通过使用丰富多彩、整洁的格式来吸引年轻读者。
2007年10月1日起，《联合晚报》推出了新的版式和内容重点，旨在吸引包括年轻专业人士和高管在内的年轻读者。与此同时，Peter Ong 接任报章主编。
2017年底，华文媒体集团整合《联合早报》和《联合晚报》和数码部的采访资源，成立新闻中心，负责为这两份报纸和数码平台提供新闻。
《联合晚报》每日报份销量一度超过16万份，后来急速下滑，低于每日4万份。面对传统纸媒市场受数码冲击萎缩以及新加坡华文媒体人才有限，《联合晚报》在2021年12月24日出版最后一期，从2021年12月26日起并入《新明日报》。

## 争议
2013年11月，新闻网站 AsiaOne 和《联合晚报》在错误地暗示工人党籍政治人物佘雪玲与一名已婚男子约会后，向她道歉。佘雪玲在网上上传了自己与那为男士的合照，因而引发媒体揣测。事实上，那名男士是社交网站 mig33 的总裁Steven Goh，当时已经离婚。佘雪玲通过面簿指出，她曾威胁要起诉该报章。